# Лутищанська сільська рада
Лути́щанська сільська́ ра́да — колишній орган місцевого самоврядування в Охтирському районі Сумської області. Адміністративний центр — село Лутище.

## Загальні відомості
- Населення ради: 568 осіб (станом на 2001 рік)

## Населені пункти
Сільській раді підпорядковані населені пункти:
- с. Лутище
- с. Українка

## Склад ради
Рада складалася з 14 депутатів та голови.
- Голова ради:
- Секретар ради: Колодяжна Лариса Миколаївна

### Керівний склад попередніх скликань
| Прізвище, ім'я, по батькові | Основні відомості                                                 | Дата обрання | Дата звільнення |
| --------------------------- | ----------------------------------------------------------------- | ------------ | --------------- |
| Авраменко Віра Іванівна     | Сільський голова, 1960 року народження, освіта вища, позапартійна | 26.03.2006   | 31.10.2010      |
| Авраменко Віра Іванівна     | Сільський голова, 1960 року народження, освіта вища, позапартійна | 31.10.2010   | 03.06.2014      |

Примітка: таблиця складена за даними сайту Верховної Ради України